# Черневский сельский совет (Глуховский район)
Черневский сельский совет (укр. Черневська сільська рада) — входит в состав
Глуховского района
Сумской области
Украины.
Административный центр сельского совета находится в
с. Черневое
.

## Населённые пункты совета
- с. Черневое